# Вулиця Кирила Гвоздика
Вулиця Кирила Гвоздика — вулиця в Голосіївському та Солом'янському районах міста Києва, місцевість Жуляни. Пролягає від провулку Павла Лі до вулиці Степана Рудницького.

## Історія
Запроєктована у 2010-х років під назвою Проєктна 13023. Сучасна назва — на честь живописця-монументаліста Кирила Гвоздика з 2019 року.